# 勒尔维尔 (上马恩省)
勒尔维尔（法語：Leurville）是法国上马恩省的一个市镇，属于绍蒙区（Chaumont）圣布兰县（Saint-Blin）。该市镇总面积10.44平方公里，2009年时的人口为94人。

## 人口
勒尔维尔人口变化图示